# モンティ・パイソン・アンド・ナウ
『モンティ・パイソン・アンド・ナウ』（英: And Now for Something Completely Different）は、1971年に公開されたモンティ・パイソンの劇場用映画第1作。

## 概要
本作はテレビシリーズ『空飛ぶモンティ・パイソン』の第2シリーズ直前に、同番組で使用されたスケッチ（ほとんどが第1シリーズのものだが、第2シリーズの素材も使用されている）を選択し、映画として撮影しなおしたものである。そのためパイソンズはこの作品を習作と位置づけ映画とはみなしていない。原題はテレビシリーズのオープニングでジョン・クリーズ演ずるアナウンサーが語るセリフであり、劇中でもスケッチとスケッチのリンク役として何度か使用される。
この映画はそもそも、PLAYBOY のプロデューサーであったヴィクター・ローンズが「パイソンを米国市場に持っていけば若者にうけるはず」と考えたことにより制作された。監督はテレビシリーズの演出を務めていたイアン・マクノートンが担当した。予算はかなり低く、スタジオを使う余裕がなかったため、室内の部分は古い乳製品倉庫で撮影されている。公開時は宣伝費にほとんど予算が割かれなかったこともあり「アメリカでパイソンを売る」という目論見は失敗に終わった（それと対照的に、すでにスケッチがテレビ上で放送されていたイギリスでは、それなりに観客を動員した）。しかしその後パイソンの知名度が上がると再公開され、評価は高まった。
日本国内では、渋谷・パルコ劇場にて、1980年1月9日公開。他、時期を少しずらして大阪などの単館で公開。
後に、日本国内ではビデオ化された。「モンティパイソン アンド ナウ 日本語版」／日本ビデオ映像株式会社　NA-1103、カラー87分、VHS、モノラル、¥12,000、1986年
その後、DVD化。

## 演じられたスケッチ
- 他人から身を隠す方法 （ジョン・クリーズ）
- メインタイトル
  - 偽エンディング
- 鼻にテープレコーダーを入れた男 （マイケル・ペイリン、グレアム・チャップマン）
- 危険なポケット英会話ブック （テリー・ジョーンズ、クリーズ他）
- （アニメ）手の世界、理容師の髭剃り
- 結婚カウンセラー （エリック・アイドル、ペイリン、キャロル・クリーヴランド）
- （アニメ）人食いベビー・カー、都市再生、ダビデ像
- ナッジナッジ （アイドル、ジョーンズ）
- フルーツから身を護る方法 （クリーズ、チャップマン、アイドル、ジョーンズ、ペイリン）
  - 軍曹（チャップマン）が登場、この後も度々顔を出す。
- ヘルス・グラニーズ  （アイドル、ペイリン他）
- 進軍体操 （チャップマン他）
- （アニメ）ホクロ王子の冒険
- 乱視のキリマンジャロ登山 （クリーズ、アイドル、チャップマン）
- ロッティンディンの警察ナンパ作戦 （クリーズ、ペイリン）
- 露出狂の正面ストリップ （ジョーンズ他）
- （アニメ）国際共産主義に効くクレルム歯磨きCM、入れ歯のダンス
- ネズミ虐待オルガン （ジョーンズ他）
- エドワード・ロス卿インタビュー （クリーズ、チャップマン他）
- ミルクマンの罠 （ペイリン、クリーヴランド他）
- 殺人ジョーク （ペイリン他）
- （アニメ）キラー・カーズ、踊るヴィーナス
- 死んだオウム （クリーズ、ペイリン）
- 木こりの歌 （ペイリン、コニー・ブース他）
- 三ツ星レストランにて （チャップマン、クリーヴランド、ジョーンズ、ペイリン、アイドル、クリーズ）
- （アニメ）女体オカリナ、面白いものを作る方法
- 間違えた銀行強盗 （クリーズ、アイドル）
- 人事異動 （クリーズ、アイドル）
- （アニメ）サナギから蝶へ！
- 職業指導カウンセラー （クリーズ、ペイリン）
- 恐怖のブラックメイル （ペイリン、ジョーンズ）
- パール・ハーバーの戦い （アイドル他）
- ロマンチック映画のハイライト （ジョーンズ、クリーヴランド）
- 第127回　上流階級アホ決定戦 （チャップマン、クリーズ、アイドル、ジョーンズ、ペイリン）
- エンドタイトル

## 日本語吹替え版

### 出演
- グレアム・チャップマン:山田康雄
- ジョン・クリーズ:納谷悟郎
- テリー・ギリアム（アニメも担当）:古川登志夫
- エリック・アイドル:広川太一郎
- テリー・ジョーンズ:飯塚昭三
- マイケル・ペイリン:青野武
- キャロル・クリーヴランド:松金よね子
- コニー・ブース

### スタッフ
- プロデューサー：黒田研三
- 翻訳：岩佐幸子
- 脚色：石川雄一郎、野村正満
- 効果：小川効果グループ
- 調整：中里勝範
- スタジオ：プロセンスタジオ
- ディレクター：伊達渉（TFC）
- 製作担当：堀邦司郎、三枝進
- 制作：プロセンスタジオ